# Diestramima cryptopygia
Diestramima cryptopygia är en insektsart som först beskrevs av Lucien Chopard 1918.  Diestramima cryptopygia ingår i släktet Diestramima och familjen grottvårtbitare. Inga underarter finns listade i Catalogue of Life.